# Cedar Point Provincial Park
Der Cedar Point Provincial Park ist ein gut 8 Hektar (ha) großer Provincial Park im Zentrum der kanadischen Provinz British Columbia. Der Park gehört zu der Gruppe von nur rund 5 % der Provincial Parks in British Columbia, die eine Fläche von 10 ha oder weniger haben.
Da es sich bei dem Park um einen der Kategorie Class C handelt, wird er abweichend von den anderen Provincial Parks nicht von der Parkverwaltung BC Parks verwaltet, sondern von einem lokalen Betreiber betreut.

## Anlage
Der Park liegt am westlichen Arm des Quesnel Lake im Cariboo Regional District, am Rande der Cariboo Mountains, etwa 100 km nordwestlich von Williams Lake. Der Park liegt damit in der Nachbarschaft des Cariboo Mountains Provincial Park, welcher an das Ostende des Sees grenzt.
Bei dem Park, der am 23. Januar 1962 eingerichtet wurde, handelt es sich um ein Schutzgebiet der Kategorie II (Nationalpark).
Wie bei allen Provinzparks in British Columbia gilt auch für diesen, dass er lange bevor die Gegend von europäischen Einwanderern besiedelt oder sie Teil eines Parks wurde Jagd- und Siedlungsgebiet verschiedener Stämme der First Nations, hier der Tsilhqot'in sowie der Secwepemc, war. Archäologische Funde wurden im Park bisher jedoch nicht dokumentiert. Der im Park gelegene „Cedar Point“ wurde bereits auf einer Karte der Hudson’s Bay Company aus dem Jahr 1832 als Treff- und Handelspunkt vermerkt.

## Tourismus
Der Park verfügt über touristische Infrastruktur in Form eines Campingbereiches mit 29 Stellplätzen für Zelte und Wohnmobile, einer Bootsrampe und einem Picknickbereich. Als touristische Attraktion verfügt der Park über ein kleines, privat betriebenes, Minenfreilichtmuseum.